# Daniel Bekoe
Daniel Adzei Bekoe (Acra, 7 de dezembro de 1928) é um químico ganês.